# ワーリト・パレナス
- ワーリト・パレナス
- ワルリト・パレナス

ワーリト・パレナス（Warlito Parrenas、1983年7月10日 - ）は、フィリピンの元プロボクサー。西ネグロス州カディス出身。本名はワーリト・グレゴリオ・パレナス・ジュニア（Warlito Gregorio Parrenas Jr.）。日本では勝又ボクシングジム、ユナイテッドボクシングジムを経て、2016年夏以降は森岡ボクシングジムに所属し、選手兼トレーナーとして活動していた。勝又ジム在籍時代のリングネームはウォーズ・カツマタ（Wars Katsumata）。

## 来歴
2007年4月21日、西ネグロス州ヴィクトリアスでデビュー戦を行い、2回TKO勝ちを収めた。
2007年5月5日、南イロコス州サンタ・クルスでマイケル・ランデロと対戦し、プロ初敗戦となる0-2の判定負けを喫した。
2008年7月25日、パサイのスターシティでエドウィン・ピカーダルと対戦し、初回2分37秒キャリア初のKO負けを喫した。
2009年5月12日、ケソン州タヤバスでエドウィン・ピカーダルと対戦し、2回1分59秒KO勝ちを収め1年10ヵ月ぶりの再戦で雪辱を果たした。
2009年6月20日、ジェイソン・ゲダとルソン島スーパーフライ級王座決定戦を行い、初回2分8秒TKO勝ちを収め王座獲得に成功した。
2010年4月9日、北ラナオ州トゥボッドでマーロン・タパレスとフィリピンGABライトフライ級王座決定戦を行い、7回1分19秒TKO負けを喫し王座獲得に失敗した。
2010年7月31日、ジョナサン・タコニングとWBCインターナショナルライトフライ級王座決定戦を行い、6回1分59秒TKO負けを喫し王座獲得に失敗した。
2011年に来日。勝又ジム所属となり、リングネームをウォーズ・カツマタとした。
2011年4月6日、後楽園ホールで須田拓弥（沼田）と対戦し、4回1回54秒TKO勝ちを収めた。
2011年6月17日、後楽園ホールで角谷淳志（金沢）と対戦し、初回2分52秒KO勝ちを収めた。
2011年9月18日、神奈川県座間市のキャンプ座間にあるヤノ・フィットネスセンターで板垣幸司（広島三栄）と対戦し、板垣の初回終了時棄権により来日3連勝となるTKO勝ちを収めた。
2011年12月7日、大阪府立体育会館でタイライトフライ級王者ガオプラチャン・チュワタナと対戦し、3回2分41秒TKO勝ちを収めた。
2012年3月25日、後楽園ホールで行われた「日比ボクシングフェスティバル（FIL-JAPAN BOXING FESTIVAL）」と銘打たれた興行のメインイベントで金城智哉（ワタナベ）と対戦し、6回1分45秒KO勝ちを収めた。この興行に対しマニー・パッキャオからビデオメッセージも贈られた。
2012年6月25日、勝又ジム50周年記念興行においてオスカル・ブランケットと対戦し、初回33秒KO負けを喫した。
2012年11月18日、沖縄コンベンションセンターでWBOアジア太平洋スーパーフライ級王者アイサック・ジュニアと対戦し、8回26秒KO勝ちを収めた。この後体調を崩し、フィリピン（ネグロス島西部のバコロド）に帰国したが、体調が回復したところでユナイテッドボクシングジムのオファーを受け再来日。江戸川区内のジムでトレーナーを務めながら、選手としてリングネームをワーリト・パレナスに改め、フィリピンで試合を行った。
2014年6月7日、マカティのマカティ・シネマ・スクエア・ボクシング・アリーナでジュニア・バジャワとWBOオリエンタルスーパーフライ級王座決定戦を行い、バジャワの6回終了時棄権により王座獲得に成功した。
2014年10月14日、バタンガス州タールでエスピノス・サブと対戦し、12回3-0（2者が119-109、118-110）の判定勝ちを収めWBOオリエンタル王座初防衛に成功した。
2014年12月9日、パラニャーケでヘンキー・バランサノと対戦し、初回1分59秒KO勝ちを収めWBOオリエンタル王座の2度目の防衛に成功した。
2015年7月4日、ソノラ州エルモシージョのセントロ・デ・ウソス・ムルティプレスで井上尚弥の右拳の負傷によるブランクに伴いデビッド・カルモナとWBO世界スーパーフライ級暫定王座決定戦を行い、12回1-1（112-115、115-113、114-114）の判定で引き分けた為、王座獲得に失敗した。
2015年12月29日、有明コロシアムでWBO世界スーパーフライ級王者井上尚弥と対戦するが、2度のダウンを奪われ2回1分20秒KO負けを喫し王座獲得に失敗した。
2016年11月から森岡ボクシングジムでトレーナーを務めていたが、練習を続けているうちに、現役復帰を決意した。
2017年12月9日、堺市産業振興センターでカタウット・サイゲーオボクシングキャンプ(タイ)と対戦し、1R2分15秒TKO勝ちを収めた。
2018年4月22日、川西市市民体育館でスーパージェン・シットサイトーン(タイ)と対戦し、1R2分15秒TKO勝ちを収めた。
2018年6月14日、後楽園ホールでWBOアジアパシフィックスーパーフライ級王座決定戦を行い、同級1位の船井龍一と対戦したが、8R2分55秒KO負けを喫した。
2018年12月9日、大阪府立体育会館第2競技場で元日本スーパーフライ級王者の石田匠と対戦し、8回0-3（74-78、73-78、72-78） で判定負けを喫した。
試合後、現役引退の意向を示していたが引退はせず、2019年5月10日、後楽園ホールでOPBF東洋太平洋バンタム級王者の栗原慶太と対戦し、1回35秒KO負けを喫した。この試合を最後に、現役を引退した。

## 獲得タイトル
- ルソン島スーパーフライ級王座
- WBOオリエンタルスーパーフライ級王座